# ショパンの主題による変奏曲 (モンポウ)
『ショパンの主題による変奏曲』（Variations sur un thème de Chopin）は、フェデリコ・モンポウ作曲のピアノ作品。1938年から1957年にかけて作曲された。モンポウの作品の中で最もピアニスティックな作品である。

## 作曲の経過
1938年頃に友人のガスパール・カサドから、ショパンの『24の前奏曲』第7番を主題に用いてチェロとピアノための変奏曲を共同で作曲することを提案されたことがきっかけとなって作曲が始められた。この計画は実現しなかったが、モンポウは既に第1・2・3・5変奏を完成しており、これを元にして作品化するつもりだった。しかし、その後長い間放置された。再び作品に向き合うことになるのは1957年のことで、コヴェント・ガーデンのロイヤル・バレエ団から、既に作曲された変奏を利用してバレエを書かないかと依頼されたことがきっかけとなった。結局、完成されたものはピアノの作品だったが、モンポウ自身によれば「いつかバレエに書きかえられるように」意識して作曲されているという。

## 演奏時間
約25分

## 楽譜
サラベール社より出版されている。

## 曲の構成
主題と12の変奏およびエピローグから構成されている。
- 主題 Andantino（アンダンティーノ） - ショパンの『24の前奏曲』第7番が変奏主題として用いられている。
- 第1変奏 Tranquillo e molto amabile（静かに、そして非常に愛らしく）
主題はそのまま現れる。和声に少し変奏が加えられる。
- 第2変奏 Gracioso（優雅に）
主題はかなり変形される。軽いタッチの曲。
- 第3変奏 Lento（ゆっくりと）
左手のための変奏。主題は変奏されるが、明瞭に原型を聞き取れる。
- 第4変奏 Espressivo（表情豊かに）
主題は大きく変形されほとんど明瞭には聞こえない。ノスタルジックな曲。
- 第5変奏 Tempo di mazurka（マズルカのテンポで）
マズルカのリズムで主題がほとんど変形されることなく5回再現される。
- 第6変奏 Recitativo. Lento（レチタティーヴォ　ゆっくりと）
主題は無関係と言ってもよいほど自由に変奏される。和声は特徴的で、モンポウの前奏曲第1番や第7番などに似ている。メランコリックな曲。
- 第7変奏 Allegro leggiero（アレグロ、軽く）
速い3拍子で主題があまり変形されずに再現される。
- 第8変奏 Andante dolce e espressivo（アンダンテ、やわらかく表情豊かに）
主題の特徴的な進行が断片的に聞き取れるが、大部分は自由に変奏される。
- 第9変奏 Valse（ワルツ）
ワルツのリズムで、主題がそのまま演奏されるパートとより自由に変奏されるパートが交互に現れる。
- 第10変奏 Évocation
ABA'の3部形式。Aの部分はメランコリックな曲で、『歌と踊り』第10番の歌の部分の雰囲気と似ている。Bの部分ではショパンの『幻想即興曲』の中間部の旋律が引用されている。最後に短くAの部分が再現される。
- 第11変奏 Lento dolce e legato（ゆっくりと、やさしくレガートで）
モンポウの『風景』の第2曲（El lago）冒頭の雰囲気と似ている。静かに始まり、少しずつ激しさを増したあと、急に勢いが衰え、そのまま第12変奏へ続く。
- 第12変奏 Galop e epilogue（ギャロップとエピローグ）
トッカータ風の細かいパッセージで始まり、次第に激しさと華やかさを増した後、再びトッカータ風の冒頭を短く再現する。いったん華やかに終わったかのように見えるが、そのあとに短いエピローグが続く。エピローグでは、モンポウに特徴的な和声を伴って、ゆっくりと静かにテーマが再現される。

## 録音
モンポウ自身による録音が残されている。その他では、ホルディ・マソ（Jordi Maso）によるモンポウ・ピアノ作品全集の1枚として録音されたもの
や、熊本マリによる録音がある。